# دم (بلژیک)
شهر دم (به فرانسوی: Damme) در شهرستان بروژ در استان فلاندری غربی در منطقه فلاندری در کشور بلژیک واقع شده‌است.

## نگارخانه

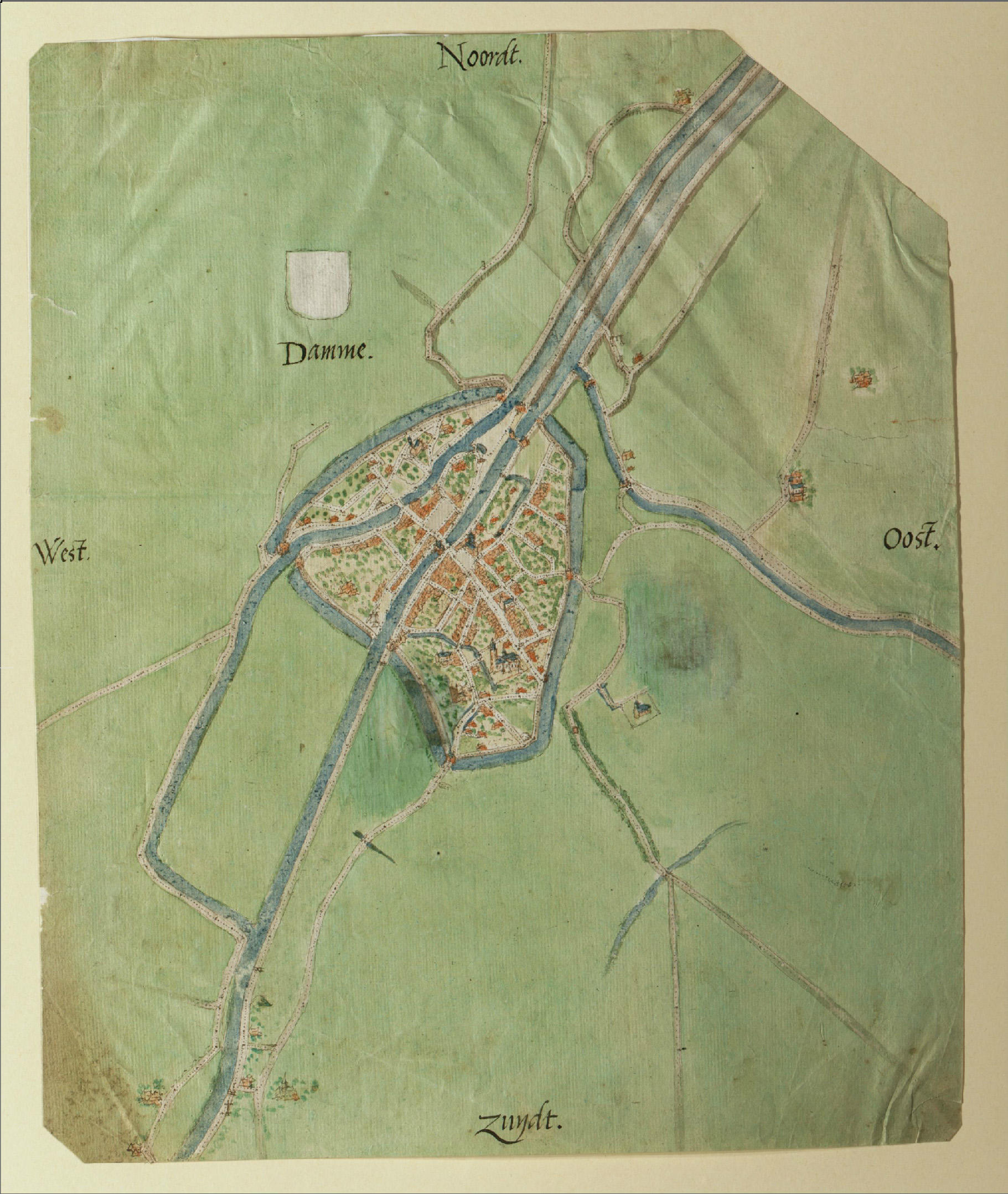
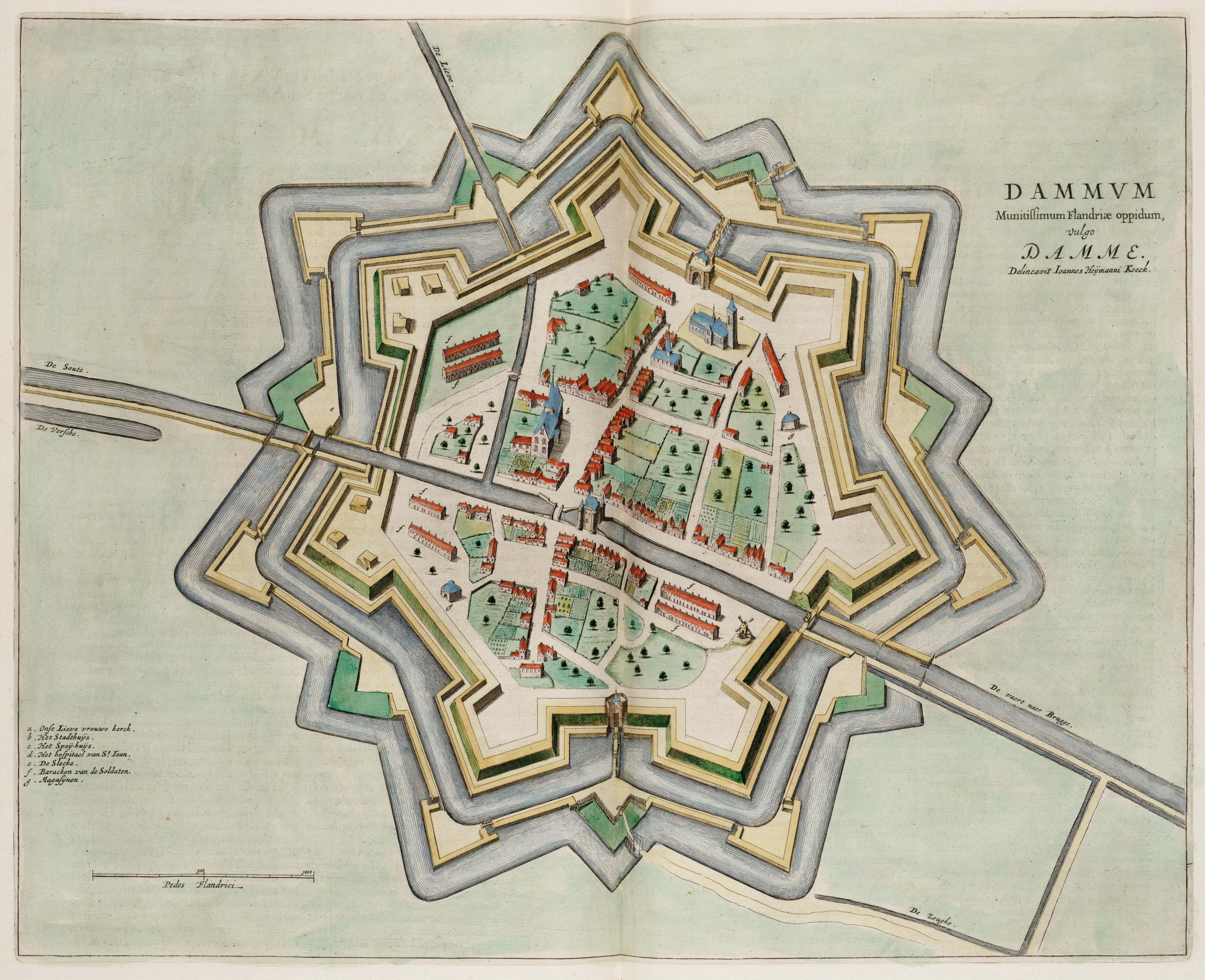
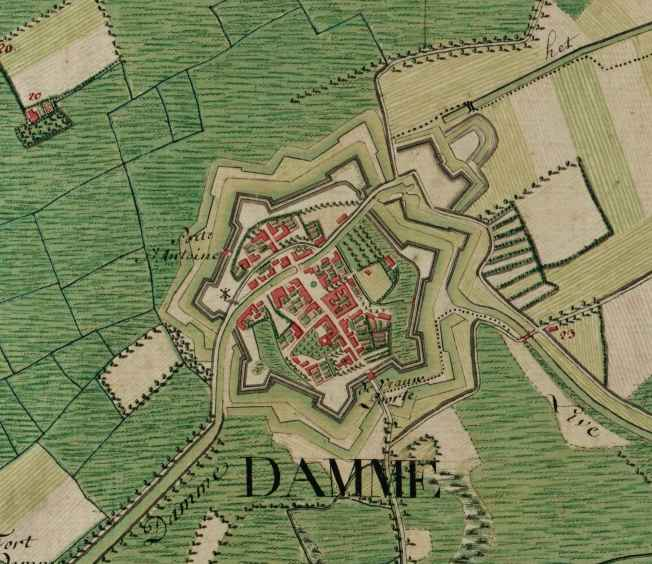